# Nina Novelas
Nina Novelas (anteriormente Nina TV) é um canal de televisão por assinatura fundado em 14 de maio de 2015, pela Côte Ouest Audiovisuel. Transmite para a África inglesa e francesa, e também para a França. Sua programação dedica-se exclusivamente às telenovelas africanas e brasileiras, com dublagem em francês e inglês, respectivamente, para os países africanos. O canal foi o primeiro no segmento de telenovelas no mundo francófono.

## Programas
O canal transmite 24 horas por dia e tem exclusividade a todo o catálogo da Rede Globo. A parceria entre a Globo e a Cote Ouest concede seus direitos exclusivos à Cote Ouest até 2028. A Nina Novelas organiza sua programação em torno de vários temas: paixão, vingança, ação, adolescência e cultura africana.